# Hüseyin Öztürk
Hüseyin Öztürk (Çorum, 1928) è un ex cestista turco.

## Carriera
Ha militato nel Galatasaray e nella nazionale turca.
Ha disputato gli Europei 1949, venendo nominato MVP della manifestazione; è stato inoltre il miglior marcatore del torneo, con 19,3 punti di media a partita.